# وارینگتون (ایندیانا)
وارینگتون (به انگلیسی: Warrington) یک منطقهٔ مسکونی در ایالات متحده آمریکا است که در شهرستان هنکاک، ایندیانا واقع شده‌است. وارینگتون ۲۹۵٫۹۶ متر بالاتر از سطح دریا واقع شده‌است.